# Karons
Els Karons (Karones o Karoninkes) són un poble d'Àfrica de l'oest emparentat als dioles. Viuen principalment al Casamance (Senegal), sobre el marge dret del riu Casamance i en les illes de la desembocadura, però també a Gàmbia.

## Població
Representen aproximadament 2% de la població del Senegal i la seva llengua es diu karone